# Antoine Bibeau
Antoine Bibeau, född 1 maj 1994, är en kanadensisk professionell ishockeymålvakt som för närvarande är klubblös.
Han har tidigare spelat för Toronto Maple Leafs och Colorado Avalanche i NHL; Toronto Marlies, San Jose Barracuda, Colorado Eagles, Chicago Wolves, Charlotte Checkers och Belleville Senators i AHL; Allen Americans i ECHL samt Lewiston Maineiacs, Prince Edward Island Rocket, Charlottetown Islanders och Foreurs de Val-d'Or i Ligue de hockey junior majeur du Québec (LHJMQ).
Bibeau draftades av Toronto Maple Leafs i sjätte rundan i 2013 års draft som 172:a spelare totalt.
Han är syssling till Mario Gosselin.